# Aida (jméno)
Aida je ženské rodné jméno, které poprvé použil a snad i vytvořil francouzský egyptolog A. Mariette v příběhu, z něhož vznikla slavná opera Giuseppe Verdiho z roku 1871. Hrdinka Aida je zde habešskou princeznou a Mariette tvrdil, že jméno pochází ze starého Egypta, což se nepodařilo prokázat. Jako poměrně běžné rodné jméno se začalo dávat až pod vlivem Verdiho opery počátkem 20. století.
Podobně znějící jméno se vyskytuje v arabštině, kde se vyslovuje s přízvukem na „i“ a snad znamená „návštěvníka“ či „odměnu“, v japonštině a v dalších mimoevropských jazycích.
Jmeniny se slaví v Itálii 31. srpna, v Polsku 2. ledna nebo 28. června.